# Joe Adonis
Pour les articles homonymes, voir Adonis.
Giuseppe Doto, qui prit le pseudonyme de Joe Adonis après son installation aux États-Unis, (né en 1902 à Montemarano, près de Naples et mort en 1971)  était un mafieux italo-américain. Son surnom lui a été donné par le parrain Salvatore Maranzano, en référence à Adonis, héros antique célèbre pour sa beauté. Il immigre clandestinement en 1915 et s'installe à Brooklyn.

## Jeunesse
Dans sa jeunesse, Joe Adonis se lie d'amitié avec Lucky Luciano. Avec lui, il développe de petits rackets, et s'implique dans la prostitution et les jeux de hasard. Il acquiert une réputation de beau gosse soucieux de son apparence. Il passe un séjour en prison au début des années 1920, après avoir violé une femme insensible à ses avances. Il travaille plus tard comme homme de main du caïd Frankie Yale, qui contrôlait les rackets de Brooklyn, et fait ainsi connaissance avec Al Capone. 

## Montée en puissance
En 1930, il rejoint les troupes du parrain Joe Masseria aux côtés de Lucky Luciano. Il suit ce dernier lorsqu'il fomente l'assassinat de Masseria auquel il participe. Lors de la création de la Commission (conseil exécutif de la Mafia italo-américaine, il en devient un membre permanent, et se charge de la corruption de plusieurs politiciens et officiers de police. Contrôlant Broadway et le centre de Manhattan depuis son fief de Brooklyn (après le meurtre de Yale commandité par Capone), il est également associé à des rackets de Luciano, Meyer Lansky, Vito Genovese et Lepke Buchalter, et s'enrichit avec la prostitution et la vente d'alcool. Il réinvestit ses gains, bâtissant son propre empire criminel. Il achète des concessions automobiles dans le New Jersey où ses hommes de main extorquent les clients, et s'intéresse à la fabrication de cigarettes en volant machines et cargaisons. Proche de la direction de Ford, il dispose de l’exclusivité des livraisons de l'entreprise sur la cote Est.
Relativement inconnu, Joe Adonis passe à travers la répression des autorités judiciaires contre le crime organisé dans les années 1930. Pendant l'incarcération de Lucky Luciano (de 1936 à 1946), avant et pendant la Seconde Guerre mondiale, il renforce encore un peu plus son pouvoir au sein de la Commission. En décembre 1946, Joe Adonis participe à la conférence de La Havane, au cours de laquelle Lucky Luciano réaffirme sa position dominante. Joe Adonis accepte de se cantonner au New Jersey, où il continue de faire des profits tant avec ses activités légales que criminelles. En 1951, il devint sous-chef de la famille Gambino, dont le parrain était alors Albert Anastasia. 

## Chute et expulsion du territoire vers l'Italie
À partir de la fin des années 1940, il commença à être dans le collimateur de la justice, notamment à cause d'allégations d'Abe Reles, tueur de Murder Incorporated, la branche de la Commission chargée des exécutions et mis au jour en 1940. Il est inculpé pour de multiples crimes, notamment enlèvement, attaque à main armée et extorsion de fonds. Appelé à témoigner par la commission Kefauver sur le crime organisé au Sénat en 1950, il s'en sort en se réfugiant derrière le cinquième amendement de la Constitution américaine, donnant le droit de ne pas produire un témoignage susceptible de se retourner contre soi. Toutes les poursuites sont abandonnées.   
En août 1953, le gouvernement apprend que Joe Adonis n'était pas naturalisé citoyen des États-Unis, et il est immédiatement expulsé vers l'Italie, avec des millions de dollars dans ses bagages. Il vit dans une luxueuse villa dans les environs de Naples, non loin de Lucky Luciano. Mais les deux hommes ne s'adressent pas la parole, certainement parce que ce dernier reproche à Adonis d'avoir cédé ses rackets de New York à son ennemi Vito Genovese.

## Décès
En novembre 1971, il est arrêté par la police italienne, en pleine opération anti-mafia. Il est amené dans une maison isolée pour un interrogatoire et meurt d'une crise cardiaque. Son enterrement dans le New Jersey est discret.